# Distretto di Girne
Il distretto di Girne è uno dei sei distretti di Cipro del Nord. È suddiviso in due sub-distretti: quello di Girne e quello di Çamlıbel. Il capoluogo è Kyrenia, nota anche con il nome turco di Girne. La popolazione era di 69.163 abitanti al censimento del 2011. Il Governatore è Mehmet Envergil. Presenta gli stessi confini del distretto di Kyrenia di Cipro, un'entità politica distinta e con un governo locale in esilio che rivendica lo stesso territorio. Il distretto di Girne è l'unico distretto di Cipro interamente occupato da Cipro del Nord.

## Comuni
- Karavas
- Kyrenia
- Lapithos
- Agios Amvrosios
- Agios Epiktitos
- Dikomo